# Sauchy-Lestrée
Sauchy-Lestrée est une commune française située dans le département du Pas-de-Calais en région Hauts-de-France.
La commune fait partie de la communauté de communes Osartis Marquion qui regroupe 49 communes et compte 42 651 habitants en 2021.

## Géographie

### Localisation
Localisée dans le sud-est du département du Pas-de-Calais et limitrophe du département du Nord, Sauchy-Lestrée est une commune située, à vol d'oiseau, à 11 km au nord-ouest de la commune de Cambrai, à 15 km au sud de la commune de Douai (aire d'attraction) et à 24 km au sud-est de la commune d’Arras (chef-lieu d'arrondissement et préfecture du Pas-de-Calais).
Le territoire de la commune est limitrophe de ceux de cinq communes, dont une, Haynecourt, dans le département du Nord.
Les communes limitrophes sont Oisy-le-Verger, Haynecourt, Épinoy, Marquion et Sauchy-Cauchy.

### Hydrographie
Le territoire de la commune est situé dans le bassin Artois-Picardie.
La commune est traversée par l'Agache, cours d'eau d'une longueur de 11,54 km, qui prend sa source dans la commune d'Inchy-en-Artois et finit sa course dans la commune de Palluel.

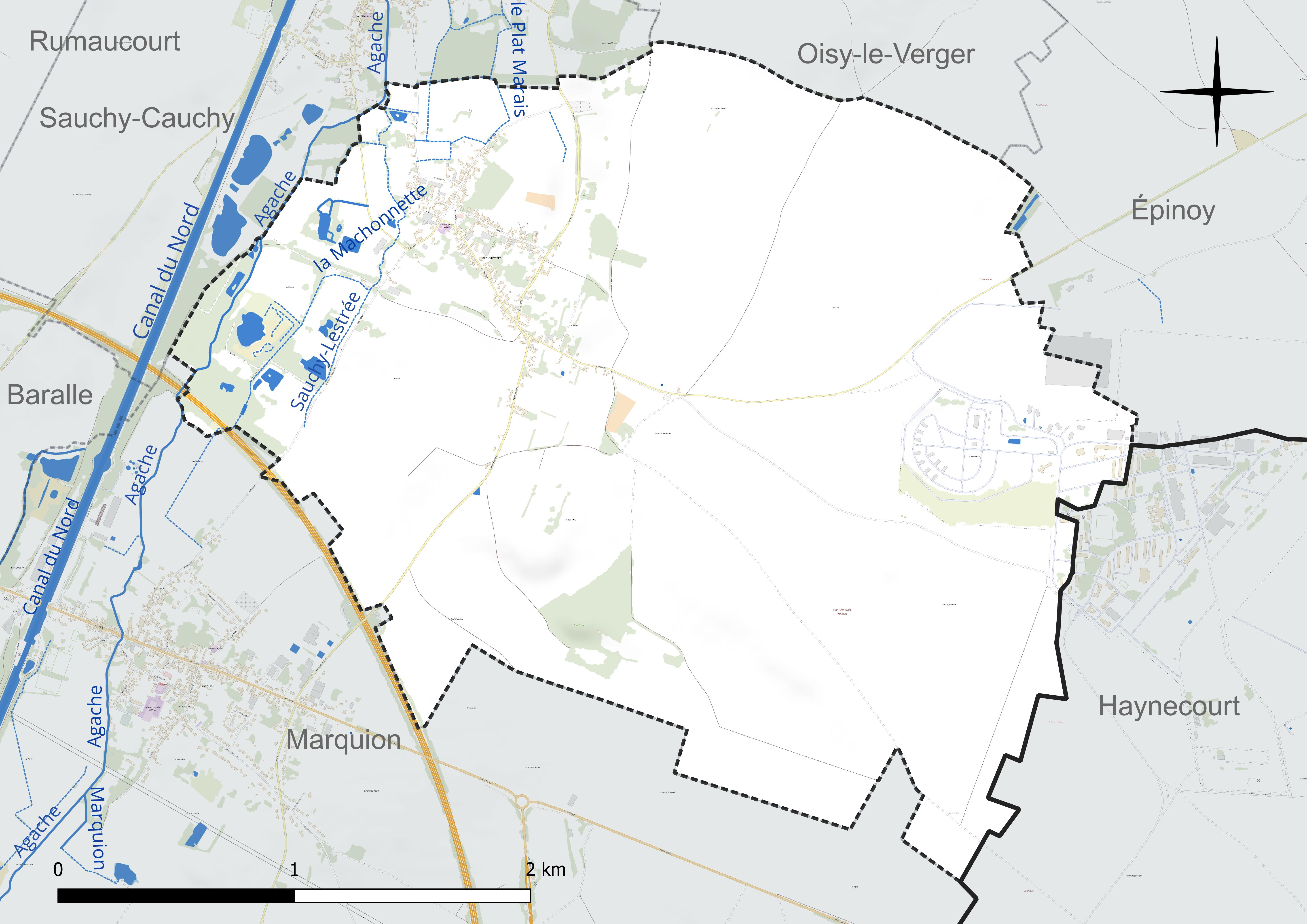
Réseau hydrographique de Sauchy-Lestrée.

### Climat
Pour des articles plus généraux, voir Climat des Hauts-de-France et Climat du Pas-de-Calais.
En 2010, le climat de la commune est de type climat océanique dégradé des plaines du Centre et du Nord, selon une étude du CNRS s'appuyant sur une série de données couvrant la période 1971-2000. En 2020, Météo-France publie une typologie des climats de la France métropolitaine dans laquelle la commune est exposée à un climat océanique et est dans la région climatique Nord-est du bassin Parisien, caractérisée par un ensoleillement médiocre, une pluviométrie moyenne régulièrement répartie au cours de l’année et un hiver froid (3 °C).
Pour la période 1971-2000, la température annuelle moyenne est de 10,4 °C, avec une amplitude thermique annuelle de 14,6 °C. Le cumul annuel moyen de précipitations est de 718 mm, avec 12,2 jours de précipitations en janvier et 8,9 jours en juillet. Pour la période 1991-2020, la température moyenne annuelle observée sur la station météorologique la plus proche, située sur la commune d'Épinoy à 4 km à vol d'oiseau, est de 10,9 °C et le cumul annuel moyen de précipitations est de 702,9 mm,. Pour l'avenir, les paramètres climatiques de la commune estimés pour 2050 selon différents scénarios d'émission de gaz à effet de serre sont consultables sur un site dédié publié par Météo-France en novembre 2022.
| Mois                                  | jan.             | fév.             | mars           | avril           | mai             | juin            | jui.           | août          | sep.           | oct.            | nov.          | déc.             | année      |
| ------------------------------------- | ---------------- | ---------------- | -------------- | --------------- | --------------- | --------------- | -------------- | ------------- | -------------- | --------------- | ------------- | ---------------- | ---------- |
| Température minimale moyenne (°C)     | 1,3              | 1,5              | 3,3            | 5,2             | 8,6             | 11,4            | 13,4           | 13,3          | 10,8           | 8               | 4,5           | 2                | 6,9        |
| Température moyenne (°C)              | 3,8              | 4,4              | 7,2            | 10,1            | 13,5            | 16,4            | 18,6           | 18,6          | 15,5           | 11,6            | 7,2           | 4,4              | 10,9       |
| Température maximale moyenne (°C)     | 6,2              | 7,3              | 11,1           | 15              | 18,4            | 21,4            | 23,8           | 23,8          | 20,3           | 15,3            | 10            | 6,7              | 14,9       |
| Record de froid (°C) date du record   | −19,8 05.01.1985 | −17,2 21.02.1956 | −11,4 13.03.13 | −4,5 12.04.1986 | −1,3 07.05.1997 | 1,2 05.06.1991  | 4,5 01.07.1984 | 5 30.08.1963  | 0,8 17.09.1971 | −5,4 29.10.1997 | −9 15.11.1983 | −12,8 31.12.1978 | −19,8 1985 |
| Record de chaleur (°C) date du record | 14,9 09.01.15    | 18,6 26.02.19    | 23,3 31.03.21  | 27,6 20.04.18   | 30,9 27.05.05   | 34,7 27.06.1976 | 41,8 25.07.19  | 38,2 06.08.03 | 34,7 15.09.20  | 28,6 01.10.11   | 19,5 06.11.18 | 16,2 30.12.22    | 41,8 2019  |
| Précipitations (mm)                   | 54,1             | 47,9             | 50             | 42,7            | 56,7            | 63,7            | 67,7           | 67,7          | 56,5           | 63,6            | 62,6          | 69,7             | 702,9      |

### Paysages
Pour un article plus général, voir Paysage en France.
La commune est située dans les « paysages des grands plateaux artésiens et cambrésiens » tels qu'ils sont définis dans l'atlas de paysages de la région Nord-Pas-de-Calais, conçu par la direction régionale de l'Environnement, de l'Aménagement et du Logement (DREAL),.
Ces « paysages des grands plateaux artésiens et cambrésiens », qui concernent 238 communes, sont dominés par les « grandes cultures » de céréales et de betteraves industrielles qui représentent 70 % de la surface agricole utilisée (SAU).

### Milieux naturels et biodiversité

#### Zone naturelle d'intérêt écologique, faunistique et floristique
L’inventaire des zones naturelles d'intérêt écologique, faunistique et floristique (ZNIEFF) a pour objectif de réaliser une couverture des zones les plus intéressantes sur le plan écologique, essentiellement dans la perspective d’améliorer la connaissance du patrimoine naturel national et de fournir aux différents décideurs un outil d’aide à la prise en compte de l’environnement dans l’aménagement du territoire.
Le territoire communal comprend une ZNIEFF de type 2 : le complexe écologique de la vallée de la Sensée. Cette ZNIEFF s’étend sur plus de 20 kilomètres depuis les communes de Remy et Haucourt jusqu’à la confluence de la rivière canalisée avec l’Escaut. Elle forme une longue dépression à fond tourbeux, creusée entre des plateaux aux larges ondulations ; Ostrevent au Nord, bas-Artois au Sud et Cambrésis à l’Est.

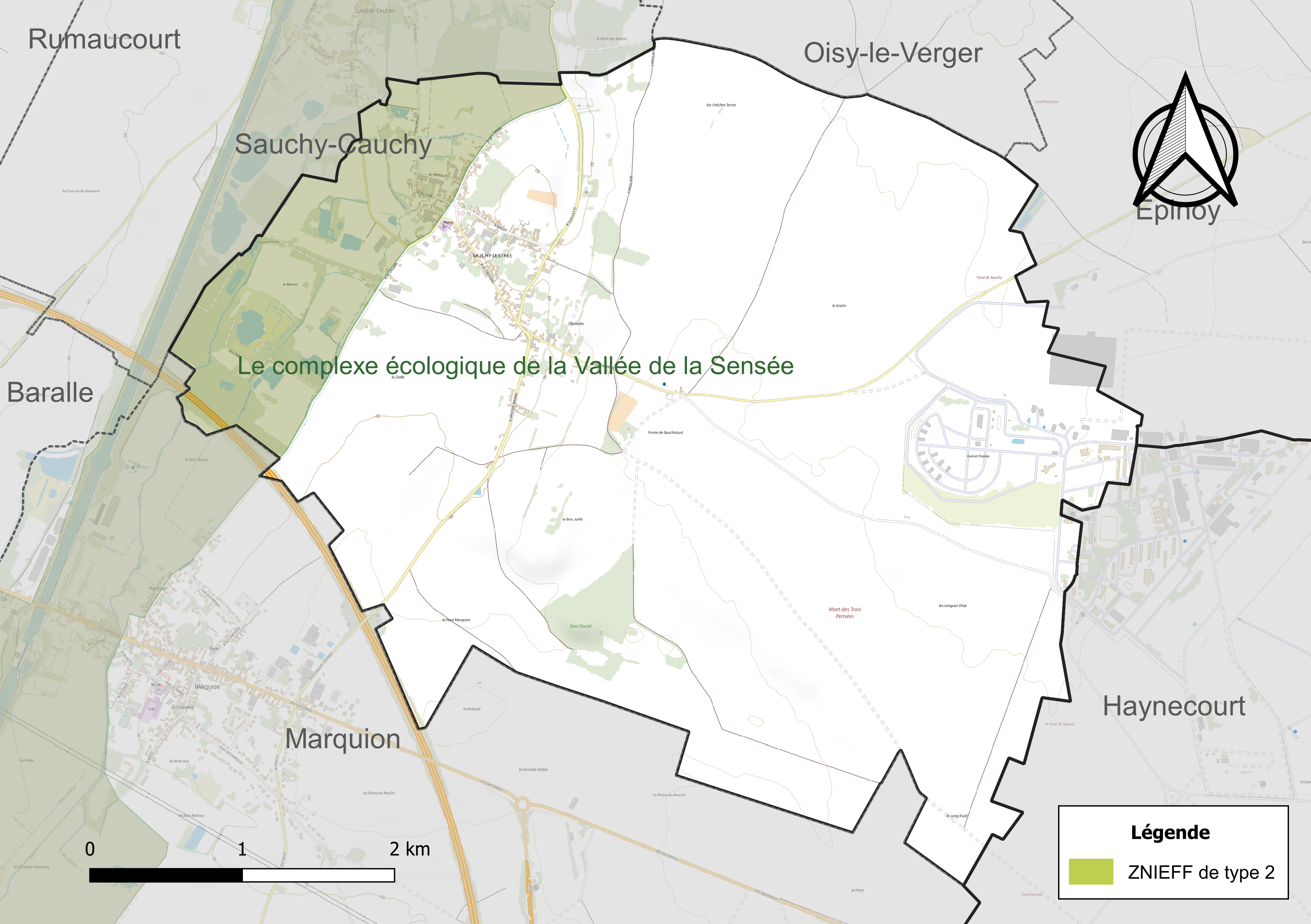
Carte de la ZNIEFF sur la commune.

## Urbanisme

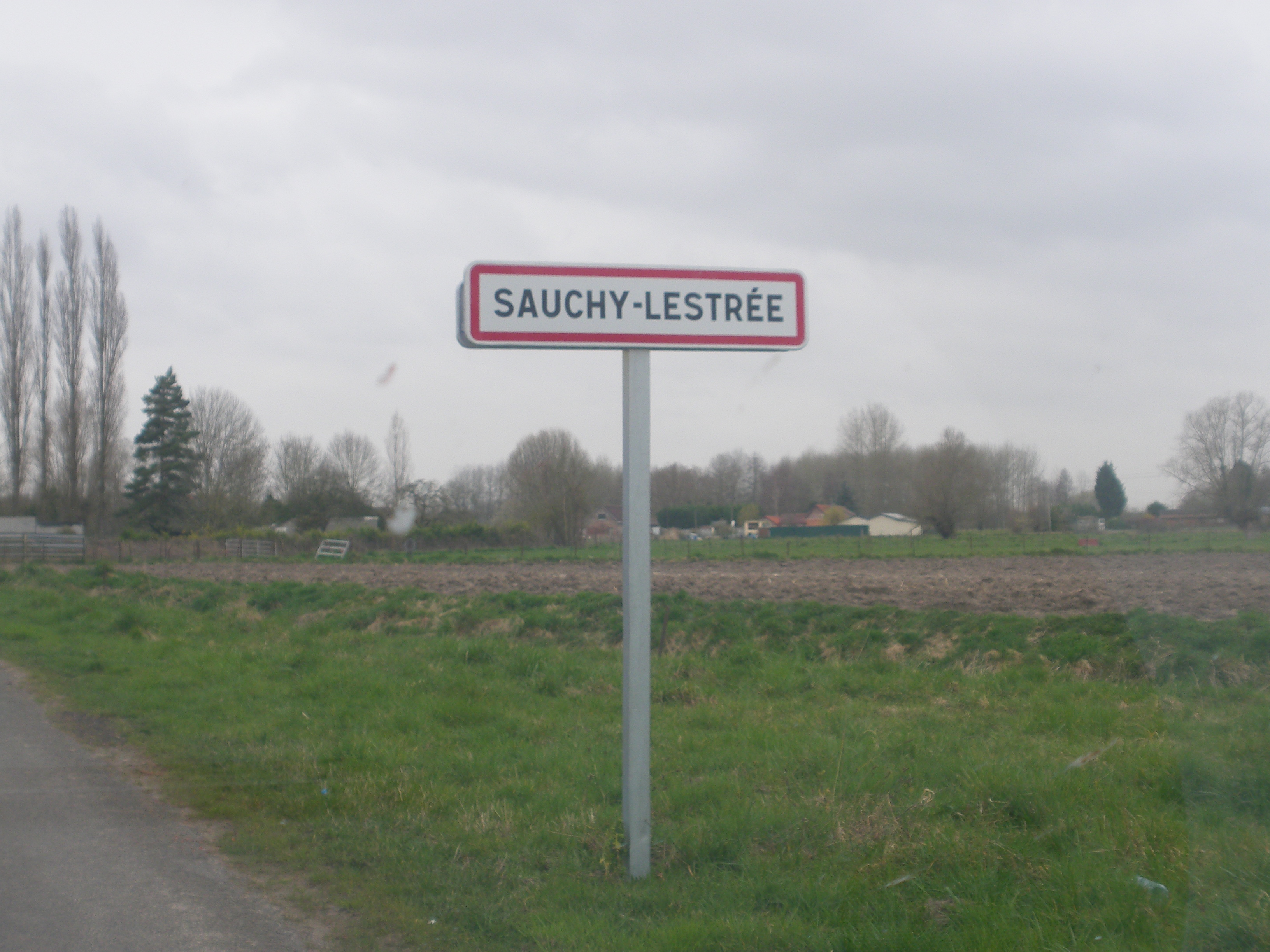
Panneau d'entrée de la commune.

### Typologie
Au 1er janvier 2024, Sauchy-Lestrée est catégorisée commune rurale à habitat dispersé, selon la nouvelle grille communale de densité à sept niveaux définie par l'Insee en 2022.
Elle est située hors unité urbaine. Par ailleurs la commune fait partie de l'aire d'attraction de Douai, dont elle est une commune de la couronne,. Cette aire, qui regroupe 61 communes, est catégorisée dans les aires de 50 000 à moins de 200 000 habitants,.

### Occupation des sols
L'occupation des sols de la commune, telle qu'elle ressort de la base de données européenne d’occupation biophysique des sols Corine Land Cover (CLC), est marquée par l'importance des territoires agricoles (88,6 % en 2018), en diminution par rapport à 1990 (89,7 %). La répartition détaillée en 2018 est la suivante : 
terres arables (74 %), prairies (14,6 %), zones industrielles ou commerciales et réseaux de communication (7,7 %), zones urbanisées (3,7 %). L'évolution de l’occupation des sols de la commune et de ses infrastructures peut être observée sur les différentes représentations cartographiques du territoire : la carte de Cassini (XVIIIe siècle), la carte d'état-major (1820-1866) et les cartes ou photos aériennes de l'IGN pour la période actuelle (1950 à aujourd'hui).

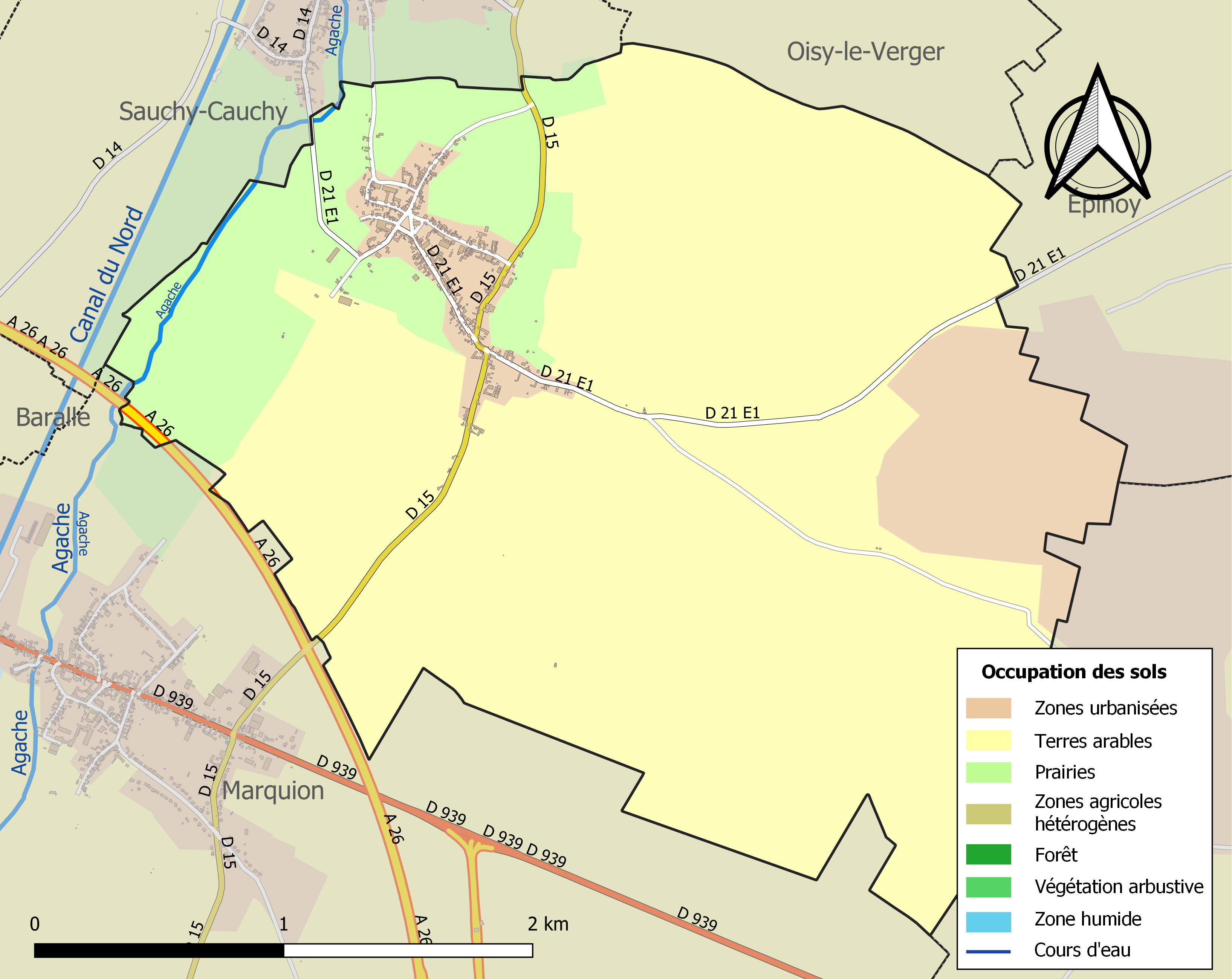
Carte des infrastructures et de l'occupation des sols de la commune en 2018 (CLC).

### Voies de communication et transports

#### Transports
De 1882 à 1969, la commune est desservie par une ancienne ligne de chemin de fer, la ligne de Boisleux à Marquion.
Le canal Seine-Nord Europe (CSNE), reliant l'agglomération parisienne avec le réseau fluvial du Nord de la France et du Benelux et dont l'ouverture est prévue en 2030, traverse le territoire de la commune.

## Toponymie
Le nom de la localité est attesté sous les formes Sautcidum (680) ; Sambucetum (1139) ; Salci (1186) ; Salci Lutosus (XIIe siècle) ; Sauci (1228) ; Saucy-l’Estrée (1469) ; Sauchy-Lestrée (1477) ; Saucy-Estré (1559) ; Sauchy-Lettrée (1760) ; Saulchy l’Estrée (XVIIIe siècle).
Sauchy est un toponyme qui est issu du latin salicetum, « saussaie ».
L’estrée, en 1469, est issu latin strata (« voie pavée ») devenu estrée en ancien français. Le mot estrée a disparu du français à la fin du Moyen Âge, mais il demeure dans un grand nombre de toponymes, particulièrement dans le nord de la France, signalant la proximité d'une voie romaine. Ici, il s'agit de la voie romaine, dite Chaussée Brunehaut, reliant Arras à Thérouanne, appelée aujourd'hui dans ces environs route départementale 341.

## Histoire
Au XVIIIe siècle, Philippe-Louis Aronio, écuyer, est seigneur de Lestrée. Il a pour épouse Marie-Lucrèce-Joseph de Fourmestraux.
Après la Première Guerre mondiale, la commune est décorée de la croix de guerre 1914-1918 par décret du 23 septembre 1920, distinction également attribuée à 276 autres communes du Pas-de-Calais.

## Politique et administration

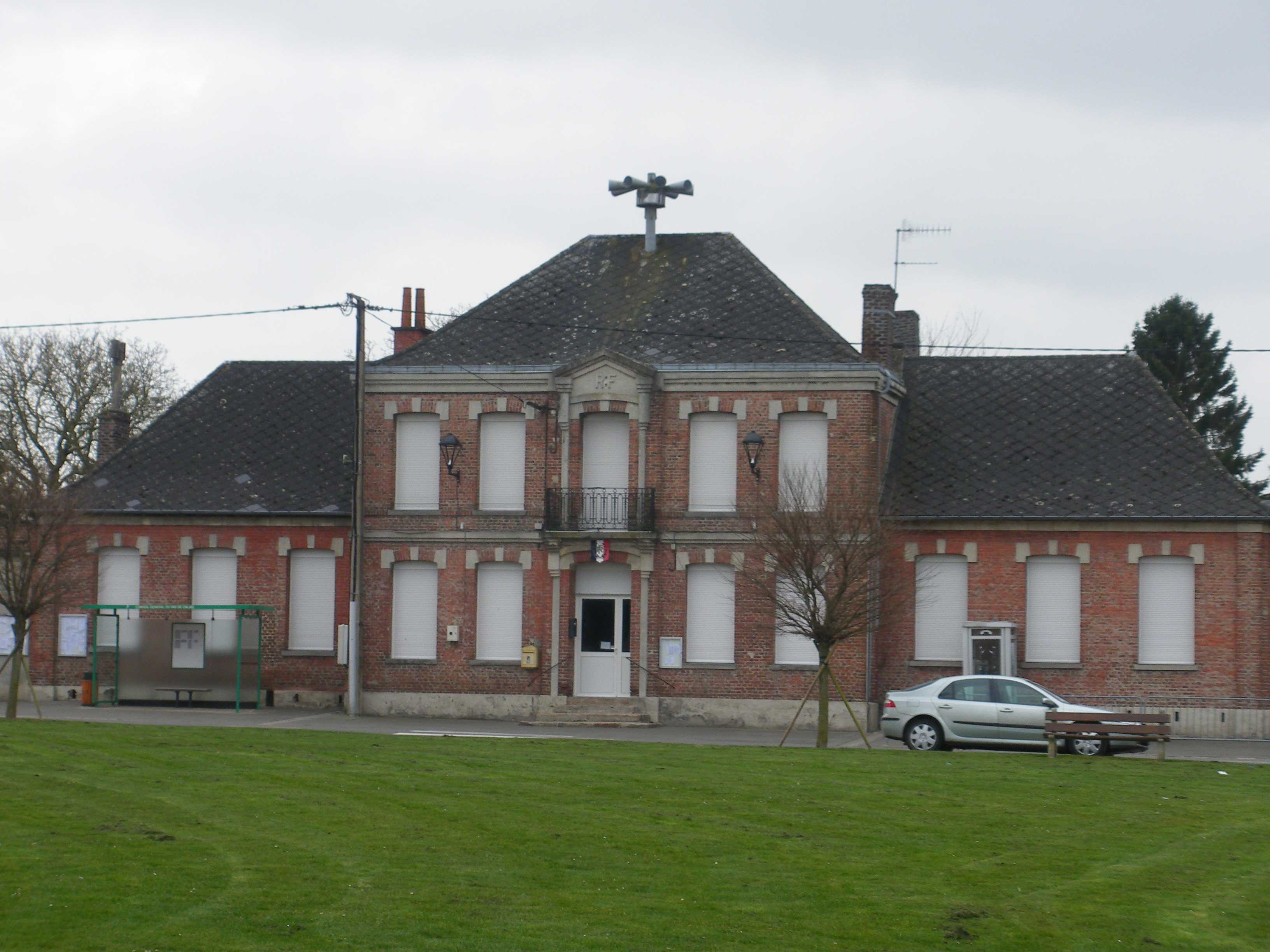
La mairie.

### Découpage territorial
La commune se trouve dans l'arrondissement d'Arras du département du Pas-de-Calais.

#### Commune et intercommunalités
La commune est membre de la communauté de communes Osartis Marquion.

#### Circonscriptions administratives
La commune est rattachée au canton de Bapaume.

#### Circonscriptions électorales
Pour l'élection des députés, la commune fait partie de la première circonscription du Pas-de-Calais.

### Élections municipales et communautaires

#### Liste des maires
| Période                                  | Période                    | Identité          | Étiquette | Qualité                                                                        |
| ---------------------------------------- | -------------------------- | ----------------- | --------- | ------------------------------------------------------------------------------ |
| Les données manquantes sont à compléter. |                            |                   |           |                                                                                |
| 1983                                     | ?                          | Octave Parmentier | PS        |                                                                                |
| mars 2001                                | 2008                       | Guy Blondelle     |           |                                                                                |
| mars 2008                                | En cours (au 6 avril 2022) | Francis Rigaut    |           | Ancien ouvrier Réélu pour le mandat 2014-2020, Réélu pour le mandat 2020-2026, |

## Population et société

### Démographie

#### Évolution démographique
L'évolution du nombre d'habitants est connue à travers les recensements de la population effectués dans la commune depuis 1793. Pour les communes de moins de 10 000 habitants, une enquête de recensement portant sur toute la population est réalisée tous les cinq ans, les populations de référence des années intermédiaires étant quant à elles estimées par interpolation ou extrapolation. Pour la commune, le premier recensement exhaustif entrant dans le cadre du nouveau dispositif a été réalisé en 2007.

En 2022, la commune comptait 445 habitants, en évolution de −1,77 % par rapport à 2016 (Pas-de-Calais : −0,72 %, France hors Mayotte : +2,11 %).
| 1793 | 1800 | 1806 | 1821 | 1831 | 1836 | 1841 | 1846 | 1851 |
| ---- | ---- | ---- | ---- | ---- | ---- | ---- | ---- | ---- |
| 639  | 700  | 713  | 900  | 924  | 862  | 881  | 909  | 873  |

| 1856 | 1861 | 1866 | 1872 | 1876 | 1881 | 1886 | 1891 | 1896 |
| ---- | ---- | ---- | ---- | ---- | ---- | ---- | ---- | ---- |
| 900  | 896  | 853  | 815  | 783  | 767  | 717  | 745  | 723  |

| 1901 | 1906 | 1911 | 1921 | 1926 | 1931 | 1936 | 1946 | 1954 |
| ---- | ---- | ---- | ---- | ---- | ---- | ---- | ---- | ---- |
| 691  | 656  | 610  | 554  | 575  | 585  | 572  | 528  | 525  |

| 1962 | 1968 | 1975 | 1982 | 1990 | 1999 | 2006 | 2007 | 2012 |
| ---- | ---- | ---- | ---- | ---- | ---- | ---- | ---- | ---- |
| 578  | 588  | 617  | 543  | 458  | 446  | 451  | 452  | 445  |

| 2017 | 2022 | - | - | - | - | - | - | - |
| ---- | ---- | - | - | - | - | - | - | - |
| 455  | 445  | - | - | - | - | - | - | - |

#### Pyramide des âges
En 2018, le taux de personnes d'un âge inférieur à 30 ans s'élève à 33,6 %, soit en dessous de la moyenne départementale (36,7 %). De même, le taux de personnes d'âge supérieur à 60 ans est de 24,7 % la même année, alors qu'il est de 24,9 % au niveau départemental.
En 2018, la commune comptait 225 hommes pour 232 femmes, soit un taux de 50,77 % de femmes, légèrement inférieur au taux départemental (51,50 %).
Les pyramides des âges de la commune et du département s'établissent comme suit.
| Hommes | Classe d’âge | Femmes |
| ------ | ------------ | ------ |
| 0,0    | 90 ou +      | 0,4    |
| 7,5    | 75-89 ans    | 10,3   |
| 15,1   | 60-74 ans    | 15,9   |
| 20,9   | 45-59 ans    | 16,4   |
| 25,0   | 30-44 ans    | 21,3   |
| 12,6   | 15-29 ans    | 16,5   |
| 18,9   | 0-14 ans     | 19,2   |

| Hommes | Classe d’âge | Femmes |
| ------ | ------------ | ------ |
| 0,5    | 90 ou +      | 1,6    |
| 5,6    | 75-89 ans    | 8,9    |
| 16,7   | 60-74 ans    | 18,1   |
| 20,2   | 45-59 ans    | 19,2   |
| 18,9   | 30-44 ans    | 18,1   |
| 18,2   | 15-29 ans    | 16,2   |
| 19,9   | 0-14 ans     | 17,9   |

## Culture locale et patrimoine

### Lieux et monuments
- L'église Saint-Ambert.

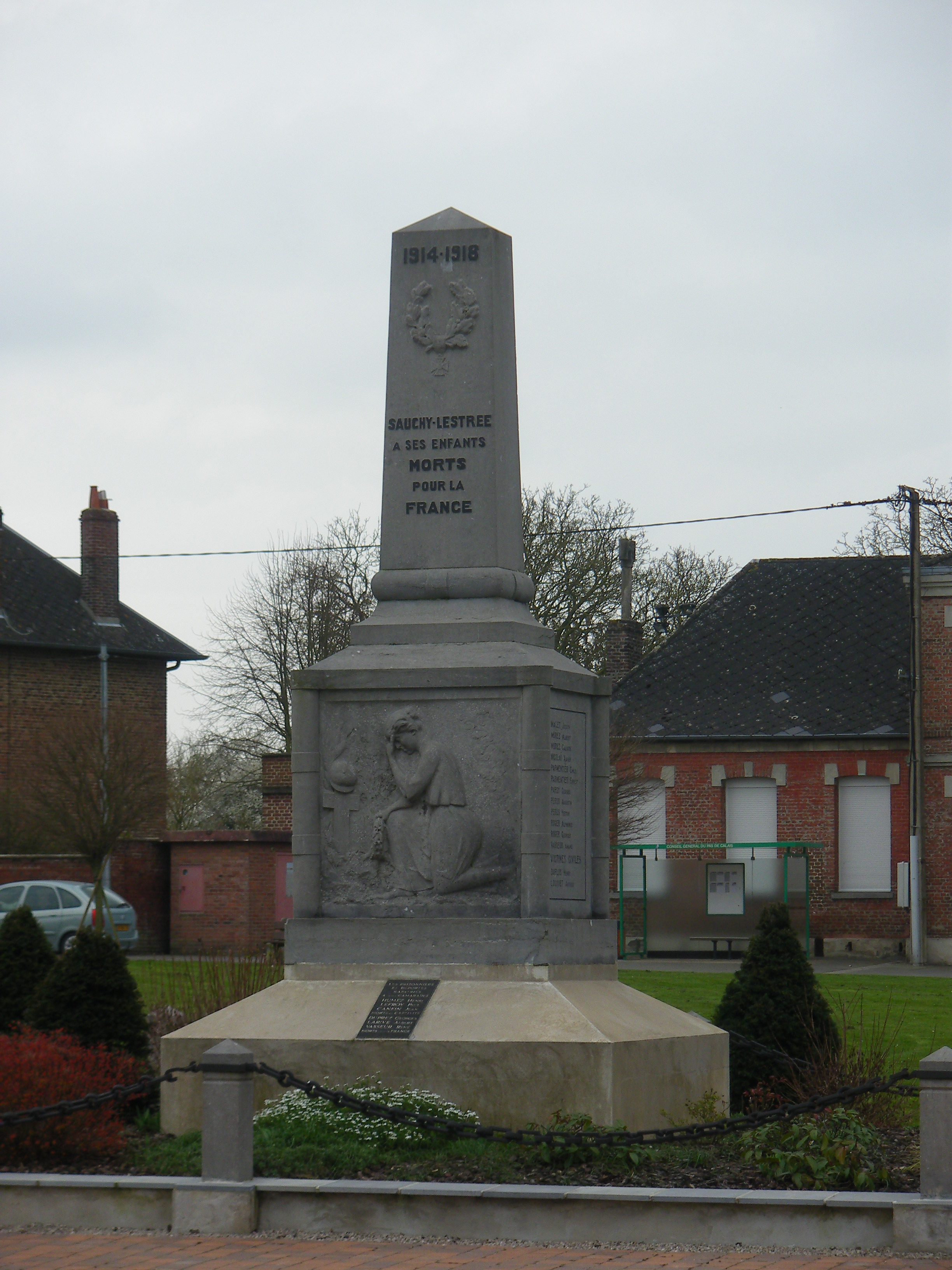
Le monument aux morts.
L'église.

- Le monument aux morts.
- L'église.

### Héraldique
|  | Les armes de la commune se blasonnent ainsi : de sable au saul d'argent soutenu de trois pointes du même appointées vers le bas du fût de l'arbre. |

## Pour approfondir